# ノーサイド (曲)
「ノーサイド」は、松任谷由実作詞・作曲、松任谷正隆編曲の楽曲。麗美のアルバム『REIMY』（1984年1月21日発売）の収録曲として最初に発表され、松任谷由実のオリジナルアルバム『NO SIDE』（同年12月1日発売）にセルフカバーが収録された。

## 音楽性
タイトルの「ノーサイド」とは、ラグビー（特にラグビーユニオン）において、試合終了のことを指している語であり、その名の通りラグビーの試合終了直後の情景を歌ったスローナンバーである。

## 制作
元々は松任谷正隆がプロデュースしていた麗美への提供曲だった。アルバム『REIMY』収録版は歌詞の時期の部分が2月となっていたが、楽曲が発表された1984年当時、2月に開催される日本のラグビーは早稲田・慶應・明治のOBを含めたオール早慶明戦のみで、シーズンは1月15日に行われる日本選手権で終わっていると後に知り、松任谷由実が録音する際には「冬の日」に歌詞を変えたという。
この曲が生まれたきっかけについては、複数のメディアによれば、全国高等学校ラグビーフットボール大会での「伝説の一戦」といわれる、1984年1月7日に行われた第63回大会決勝・天理対大分舞鶴戦であると言及されている。この試合は、後半ロスタイムに入り大分舞鶴がトライを決めて18-16にまで迫り、決まれば同点で両校優勝となるコンバージョンキックを主将のFB福浦孝二が左に外し、その直後ノーサイドの笛が鳴っている。
福浦孝二は、30年後のインタビューで、「間違いなく入る」と自信があったものの、左足を踏み込んだ瞬間、グラウンドに足を取られて腰砕けになり、ゴールを外したと明かした。そして「あのキックですごく有名になってしまい、それにふさわしい生き方をしなけれはいけないと思ってきた」と述べている。
2010年の朝日新聞の取材に対し、松任谷はこの光景をテレビで見ており、「どんなに悔やんでも、高校生が部活を辞めたら、次のシーズンは、自分と同じゼッケンをつけて駆けてゆく誰かを見ていることになる。その情景が思い浮かんで、ぐっと来てしまいました」として、この曲の着想を得たと述べている。一方で、歌詞の中に「長いリーグ戦締めくくるキック」のフレーズがある ことを踏まえ、『日刊スポーツ』は当時早稲田大のSOだった本城和彦を指して「『ノーサイド』誕生のきっかけの1つ」と述べている。さらに、この曲が収録された『REIMY』が発売されたのはこの試合のわずか2週間後の1984年1月21日であり、この曲は試合前に完成していたはずであると一部週刊誌に指摘されている。

## ラグビーの試合会場での披露
2013年12月1日、改修工事前の国立霞ヶ丘競技場にて行われた最後の早明戦（関東大学ラグビー対抗戦グループ最終戦・早稲田大対明治大）の試合終了後に行われたセレモニーに松任谷由実が出演し、『〜ノーサイド・夏〜空耳のホイッスル』（『NO SIDE』収録）の歌詞朗読に続けて、松任谷正隆のピアノの演奏をバックに、この曲を披露した。

## 紅白歌合戦での披露
2019年12月31日放送の『第70回NHK紅白歌合戦』にて松任谷由実により、発表から35年を経て初めてテレビで歌唱された。当日は日本で開催されたラグビーワールドカップ2019に出場した日本代表のメンバーの前で披露され、歌唱後には日本代表の田中史朗が感極まって涙声になり、松任谷も「この歌に、こんなチャンスを与えてくれてありがとう! トップリーグ見に行きます!」とコメントした。

## ドラマ化
- TBS『ルージュの伝言』でドラマ化された（第20話、主演・大島智子）。
- 1991年TBS系『ユーミン・ドラマブックス』でドラマ化された（出演：浅野ゆう子、明石家さんま）。脚本は共に君塚良一。

## タイアップ
- 富士フイルム・ビデオテープスーパーHG HiFi CMソング（1985年）
- TBS 日曜劇場『ノーサイド・ゲーム 特別編』最終夜 挿入歌（2020年5月24日）
- テレビ朝日『友情〜平尾誠二と山中伸弥「最後の一年」〜』主題歌（2023年11月11日）

## カバー
- A.S.A.P.（1990年） - オリジナルアルバム『Boy Friends Girl Friends』に収録。東芝『Here with you』CMソング。
- Fonogenico（2006年） - シングル「Reason」c/wに収録。毎日放送系『第85回全国高校ラグビー大会』公式テーマソング。
- キンモクセイ（2007年） - カバーアルバム『さくら』に収録。毎日放送系『第86回全国高校ラグビー大会』公式テーマソング。
- 竹井詩織里（2007年） - ミニアルバム『documentary』に収録。
- 高杉さと美（2008年） - オリジナルアルバム『garden』に収録。毎日放送系『第87回全国高校ラグビー大会』公式テーマソング。
- コトリンゴ（2010年） - カバーアルバム『picnic album 1』に収録。
- 田中美里（2013年） - J SPORTS ラグビー中継 エンディングテーマ。
- 稲垣潤一（2013年） - カバーアルバム『男と女4』に収録。戸田恵子とのデュエット。
- 麻倉未稀（2016年） - 35周年アルバム『Voice of Power』に収録。
- 瀧川ありさ（2017年） - 後述。
- May J.（2019年） - 大分市公式動画チャンネル「いいやん！大分」内「大分ラグビーメモリアル」。

### サンプリング
- 原本玲子「The Last Game〜もうひとつのノーサイド」（1999年） - シングル「The Last Game〜もうひとつのノーサイド」に収録。テレビ朝日系『ビートたけしのTVタックル』エンディングテーマ。

## 瀧川ありさのシングル
2017年に瀧川ありさによってカバーされ、2月22日に「ONE FOR YOU」との両A面シングル『ノーサイド/ONE FOR YOU』としてSME Recordsから発売された。瀧川にとっては6枚目のシングルとなる。

### シングル概要
「ノーサイド」は、シンガーソングライターである瀧川にとって初めてのカバー曲である。両A面でカップリングされた「ONE FOR YOU」は瀧川が書き下ろした自作曲で、進研ゼミ高校講座の「進級応援ソング」として、同講座受講会員の専用アプリ「サクッとスタディ」限定でミュージックビデオが先行公開されている。

### シングル収録曲
通常盤
1. ノーサイド
作詞・作曲：松任谷由実、編曲：Saku・瀧川ありさ
  - テレビアニメ『ALL OUT!!』エンディングテーマ
2. ONE FOR YOU
作詞：瀧川ありさ、作曲・編曲：瀧川ありさ・渡辺拓也
  - 進研ゼミ高校講座 進級応援ソング
3. SUNDAY
作詞・作曲：瀧川ありさ、編曲：瀧川ありさ・渡辺拓也
4. ノーサイド -Instrumental-
5. ONE FOR YOU -Instrumental-

期間生産限定盤
1. ノーサイド
2. ONE FOR YOU
3. SUNDAY
4. ノーサイド -Instrumental-
5. ONE FOR YOU -Instrumental-

- DVD

1. ノーサイド (Music Video)